# Bạch Dương (chòm sao)
Chòm sao Bạch Dương (白羊) (tiếng Latinh: Aries, biểu tượng ) là một trong mười hai chòm sao hoàng đạo, nằm phía tây cạnh chòm sao Song Ngư, phía bắc đối với chòm sao Kim Ngưu.
|  |  |

## Tên gọi
Chòm sao này biểu tượng cho con cừu lông vàng trên bầu trời trong thần thoại Hy Lạp, đang cõng Frix và Hellé là hai người con của vua, bị mẹ ghẻ hắt hủi. Cả người Babylon cổ, người Ai Cập cổ, người Persan cổ cũng nhìn thấy hình ảnh con cừu trong chòm sao này.

## Đặc điểm
Chòm sao có khoảng 50 sao có thể nhìn thấy bằng mắt thường, do cấp sao biểu kiến nhỏ hơn 6 m, trong đó sao Hamal là sao sáng nhất.